# 226 (numero)
Duecentoventisei (226) è il numero naturale dopo il 225 e prima del 227.

## Proprietà matematiche
- È un numero pari.
- È un numero composto con 4 divisori: 1, 2, 113, 226. Poiché la somma dei suoi divisori (escluso il numero stesso) è 116 < 226, è un numero difettivo.
- È un numero semiprimo.
- È un numero omirpimes.
- È un numero malvagio.
- Non può essere espresso come somma o differenza di due quadrati.
- È un numero 39-gonale, pentagonale centrato e 15-gonale centrato.
- È parte delle terne pitagoriche (30, 224, 226), (226, 12768, 12770).
- È un numero felice.
- È un numero congruente.

## Astronomia
- 226P/Pigott-LINEAR-Kowalski è una cometa periodica del sistema solare.
- 226 Weringia è un asteroide della fascia principale del sistema solare.

## Astronautica
- Cosmos 226 è un satellite artificiale russo.

## Altri ambiti
- L'additivo alimentare E226 è il conservante solfito di calcio.
- +226 è il prefisso telefonico internazionale del Burkina Faso.
- ISO 226 è lo standard ISO per i diagrammi di uguale intensità sonora.